# Marco Lietti
Marco Lietti (Gravedona, província de Como, 20 d'abril de 1965) és un ciclista italià, ja retirat, que fou professional entre 1988 i 1997. En el seu palmarès destaca una victòria d'etapa a la Volta a Catalunya de 1990 i una altra al Tour de França de 1991.

## Palmarès
- 1984
  - 1r al Trofeu Sportivi di Briga
- 1986
  - 1r a la Coppa Collecchio
- 1987
  - 1r a la Torí-Biella
- 1990
  - 1r al Gran Premi Longarone
  - Vencedor d'una etapa de la Volta a Catalunya
- 1991
  - Vencedor d'una etapa del Tour de França
- 1994
  - Vencedor d'una etapa de la Volta a Polònia
- 1995
  - 1r al Tour de l'Alt Var

### Resultats al Tour de França
- 1991. Abandona (17a etapa). Vencedor d'una etapa
- 1993. Abandona (11a etapa)
- 1994. Abandona (14a etapa)
- 1996. Abandona (17a etapa)

### Resultats al Giro d'Itàlia
- 1990. 83è de la classificació general
- 1991. 62è de la classificació general
- 1992. 97è de la classificació general
- 1997. Abandona

### Resultats a la Volta a Espanya
- 1993. 70è de la classificació general
- 1996. 37è de la classificació general
- 1997. 93è de la classificació general